# Třída Maja
Třída Maja (jinak též 27DDG) je třída torpédoborců Japonských námořních sil sebeobrany vybavených americkým zbraňovým systémem Aegis. Jde o vylepšenou verzi torpédoborců třídy Atago, které jsou sami derivátem americké třídy Arleigh Burke. Mezi jejich hlavním úkoly patří zajištění protivzdušné obrany floty a protiraketové obrany Japonska. Jako první japonské torpédoborce jsou plavidla třídy Maja od počátku konstruována pro zapojení do protiraketové obrany (Ballistic missile defense, BMD) a integrována do provázané bojové informační sítě (Cooperative Engagement Capability, CEC). Celkem byly objednány dva torpédoborce této třídy. Do služby byly přijaty v letech 2020–2021.
Japonsko tak bude provozovat celkem osm torpédoborců se systémem Aegis, přičemž čtyři budou vyzbrojené výkonnými protiraketovými střelami SM-3 Block IIA. Ty ještě doplní dva pozemní systémy Aegis Ashore.

## Stavba

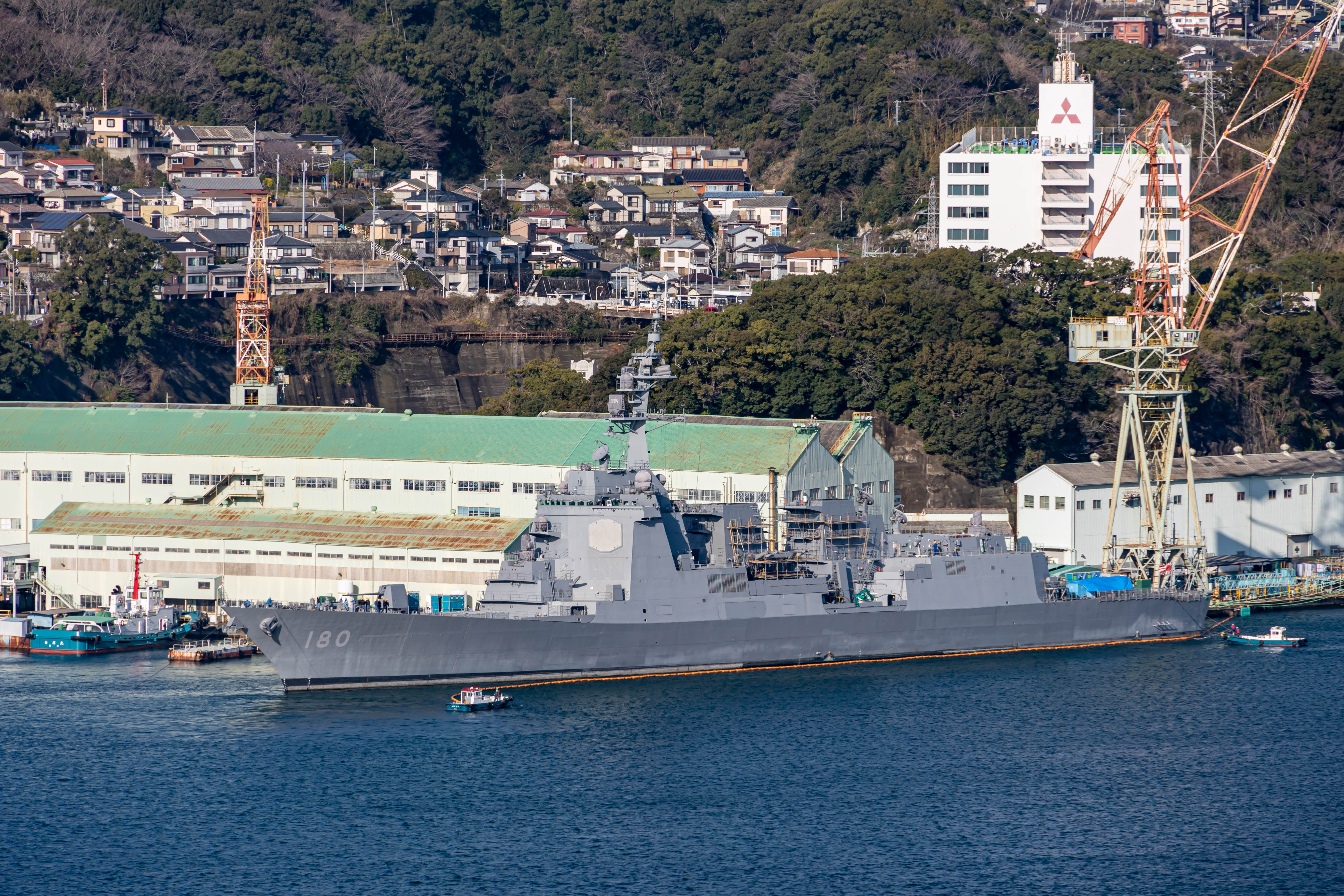
Haguro (DDG-180) v loděnici Mitsubishi Heavy Industries v Nagasaki

V roce 2015 japonská vláda přidělila prostředky na stavbu druhé série torpédoborců třídy Atago. Objednané dvě jednotky mají být do služby přijaty v letech 2020–2021. Oproti první dvojici mají mít výtlak zvětšený o 500 t na 8200 t, přičemž pohon je koncepce COGLAG. Cena jednoho plavidla je 1,5 miliardy dolarů. Plavidla staví loděnice Japan Marine United Corporation v Jokohamě Stavba prototypové jednotky Maja byla zahájena 17. dubna 2017. Torpédoborec byl na vodu spuštěn 30. července 2018.
Jednotky třídy Maja:
| Jméno            | Zahájení stavby | Spuštěna          | Vstup do služby | Status  |
| ---------------- | --------------- | ----------------- | --------------- | ------- |
| Maja (DDG-179)   | 17. dubna 2017  | 30. července 2018 | 19. března 2020 | aktivní |
| Haguro (DDG-180) | 23. ledna 2018  | 17. července 2019 | 19. března 2021 | aktivní |

## Konstrukce

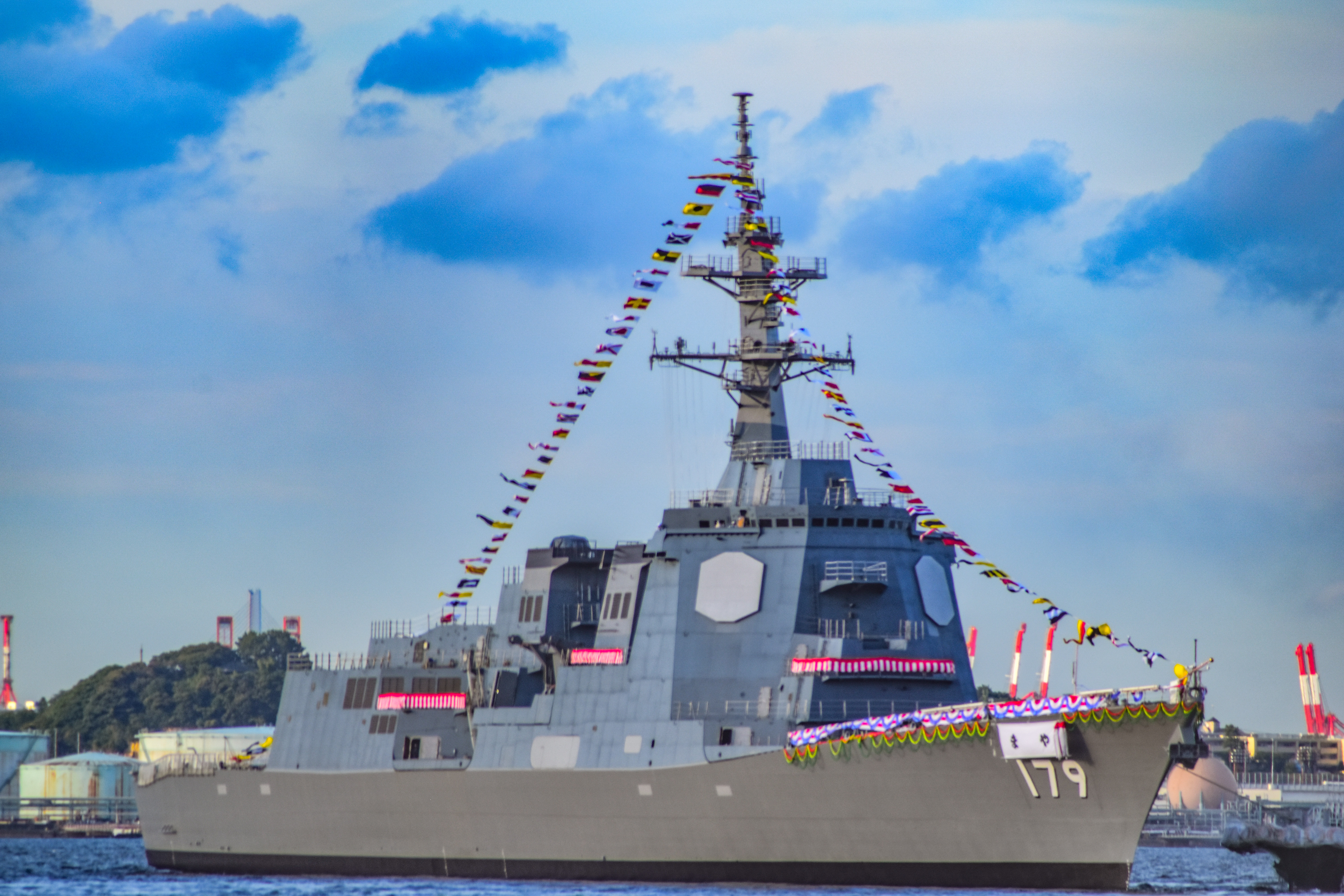
Rozestavěný torpédoborec Maja (DDG-179) po spuštění na vodu

Haguro (DDG-180)

Torpédoborec je vybaven zbraňovým systémem Aegis úrovně Baseline 9 (japonské označení je Aegis Baseline J7), s architekturou IAMD a protiraketovým subsystémem BMD 5.1 (Balistic Missile Defense). Jeho možnosti dále rozšiřuje integrace plavidla do bojové sítě CEC (Cooperative Engagement Capability), která propojuje plavidla a letadla vybavená CEC (např. letouny včasné výstrahy E-2D Advanced Hawkeye, dále některá americká a australská plavidla). Všechny prvky systému CEC pak tvoří jeden provázaný bojový systém. Mohou vzájemně sdílet data svých senzorů a například střílet na cíle nacházející se daleko za hranicí dosahu vlastních senzorů. Dále je vybaven radarem AN/SPY-1D(V) kategorie AESA a radarovým komplexem Northrop Grumman AN/SPQ-9B. Dále nese trupový sonar AN/SQS-53C, sonar s měnitelnou hloubkou ponoru Multi-Function Towed Array (MFTA), systém elektronického boje NOLQ-2C ESM a vrhače klamných cílů Mk.137.
Torpédoborec je vyzbrojen 127mm kanónem Mk 45 Mod 4 na přídi. Nese celkem 96 vertikálních odpalovacích sil Mk.41, která jsou rozdělena do dvou bateriích po 64 a 32 buňkách (větší je před nástavbou). Do výzbroje patří protiletadlové řízené střely SM-3 Block IIA, SM-2MR Block IIIB, SM-6 a raketová torpéda typu 07. Údernou výzbroj představují protilodní střely typu 90 či typu 17. Bojovou obranu zajišťují dva systémy bodové obrany Phalanx CIWS. Neseny jsou také dva trojité 324mm torpédomety HOS-302, ze kterých jsou vypouštěna torpéda Mark 46 a typu 73. Na zádi se nachází přistávací plocha a hangár pro jeden vrtulník. Pohonný systém koncepce COGLAG kombinuje čtyři plynové turbíny General Electric LM2500 a elektromotory. Lodní šrouby jsou dva. Nejvyšší rychlost dosahuje třicet uzlů.